# Requisito no funcional
Un requisito no funcional o atributo de calidad es, en la ingeniería de sistemas y la ingeniería de software, un requisito que especifica criterios que pueden usarse para juzgar la operación de un sistema en lugar de sus comportamientos específicos, ya que estos corresponden a los requisitos funcionales. Por tanto, se refieren a todos los requisitos que no describen información a guardar, ni funciones a realizar, sino características de funcionamiento. Por esto, suelen denominarse atributos de calidad de un sistema.
Queda entonces el requisito no funcional, que son las restricciones o condiciones que impone el cliente al programa que necesita, por ejemplo, el tiempo de entrega del programa, el lenguaje o la cantidad de usuarios.

## Categorías
Se suelen clasificar en:
1. Requisitos de calidad de ejecución, que incluyen seguridad, usabilidad y otros medibles en tiempo de ejecución.
2. Requisitos de calidad de evolución, como testeabilidad, extensibilidad  o escalabilidad, que se evalúan en los elementos estáticos del sistema software.[2]

## Ejemplos
Algunos ejemplos de requisitos no funcionales típicos son los siguientes:
- Rendimiento
- Disponibilidad
- Durabilidad
- Estabilidad
- Accesibilidad
- Adaptabilidad
- Capacidad
- Integridad de datos
- Documentación
- Operabilidad
- Mantenibilidad
- Conformidad
- Auditabilidad
- Portabilidad
- Seguridad
- Elasticidad
- Legibilidad
- Extensibilidad
- Eficiencia
- Privacidad
- Explotabilidad
- Integrabilidad
- Escalabilidad
- Robustez
- Interoperabilidad
- Garantía
- Reusabilidad
- Compatibilidad